# 上氏
上氏（かみうじ）は、日本の氏族。

## 概要
上を名乗る氏族は3つあり、それぞれ上村主氏（かみのすぐりうじ）、上勝氏（かみのすぐりうじ）、上曰佐氏（かみのをさうじ）がある。上村主氏の本拠は河内国大県賀美郷（大阪府柏原市）とされる。上勝氏と上曰佐氏の本拠は特定できていないが、おそらく上村主氏と同じ、もしくは河内国安宿郡と渋川郡にあった賀美郷とみられる。
『新撰姓氏録』には上村主氏は「魏の太祖、武帝の子・陳思王植の末裔」、上勝氏は「多利須須自り出づ」、上曰佐氏は「久爾能古使主自り出づ」としている。